# Jaume Guerra Meneu
Jaume Guerra Meneu   (Alcalalí, 1982) és un baixista i contrabaixista valencià.
Va ser el baixista i un dels fundadors del grup Orxata Sound System. Posteriorment va tocar amb altres formacions del panorama musical valencià i català com Obrint Pas, ZOO i Ítaca Band. També ha liderat projectes en solitari de jazz com Jim War Brou o Oller i Guerra.